# De Paulusborn

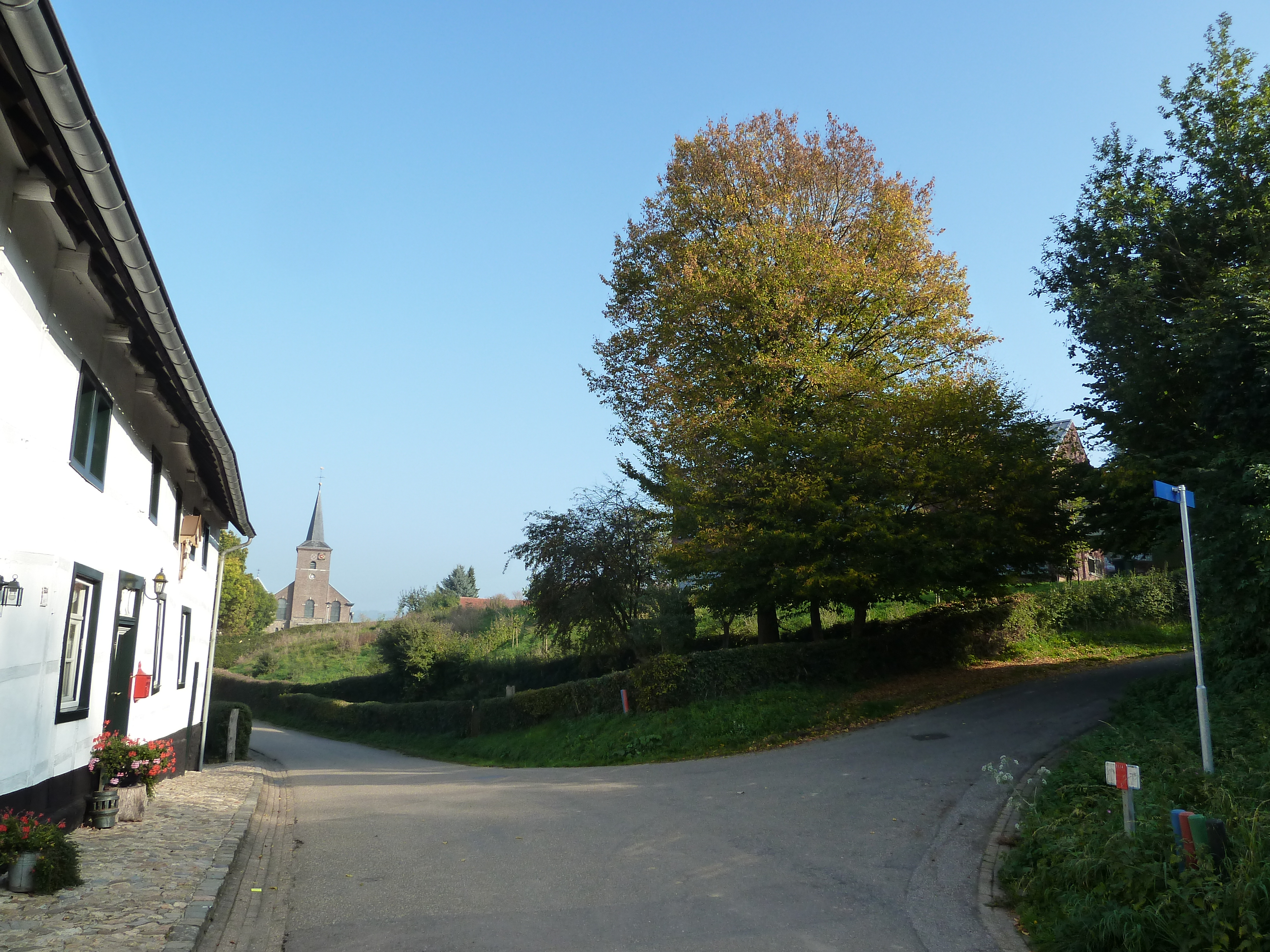
De Paulusborn met in de verte de Pauluskerk

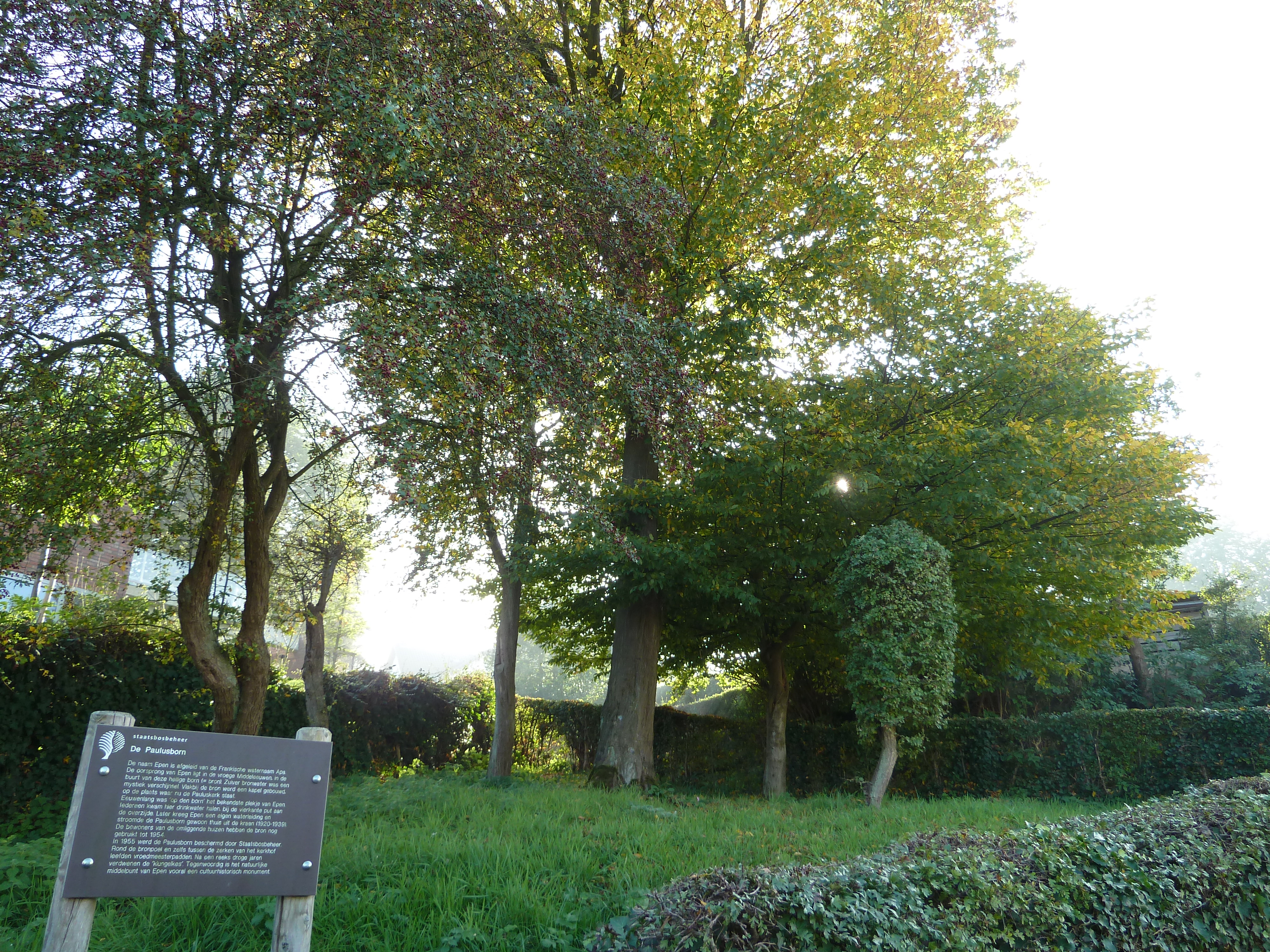
De bron zelf

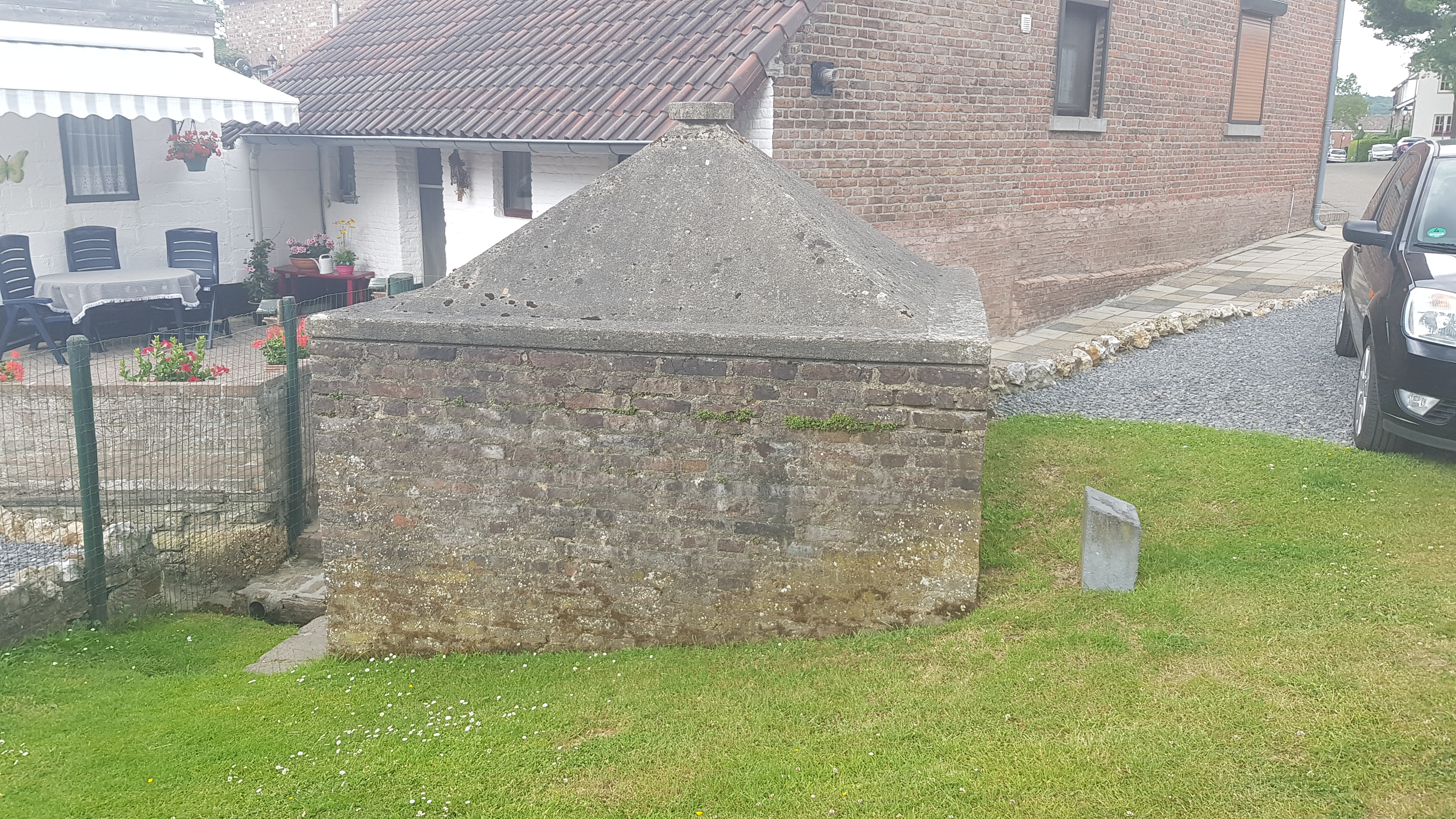
Bronhuisje

De Paulusborn, Op den born of Paulusbron is een bron en beek in de Limburgse plaats Epen in de gemeente Gulpen-Wittem. Ze ontspringt aan de Kapelaan Houbenstraat, een straat die vernoemd is naar een verzetsheld in de Tweede Wereldoorlog. 
Na het ontspringen stroomt ze kort noordwaarts om aan de noordzijde langs het dorp te stromen. Na het passeren van de Roodweg stroomt ze richting het noordoosten om ten noorden van de Motte Epen tussen de Bommerigerbeek en de Klitserbeek uit te monden in de Geul.

## Geschiedenis
De oorsprong van Epen ligt in de buurt van deze heilige bron en de latere Pauluskerk. Vlak bij de bron werd op de plaats waar nu de Pauluskerk staat een kapel gebouwd. Bij de bron bevond zich vroeger een overkapt kruisbeeld.
Tot halverwege de jaren 1950 kwam het hele dorp hier zijn drinkwater halen.
In de periode 1920-1939 stroomde het water van De Paulusborn door de waterleiding toen men in het dorp drinkwater kreeg.
Sinds 1955 wordt de bron beschermd door Staatsbosbeheer.

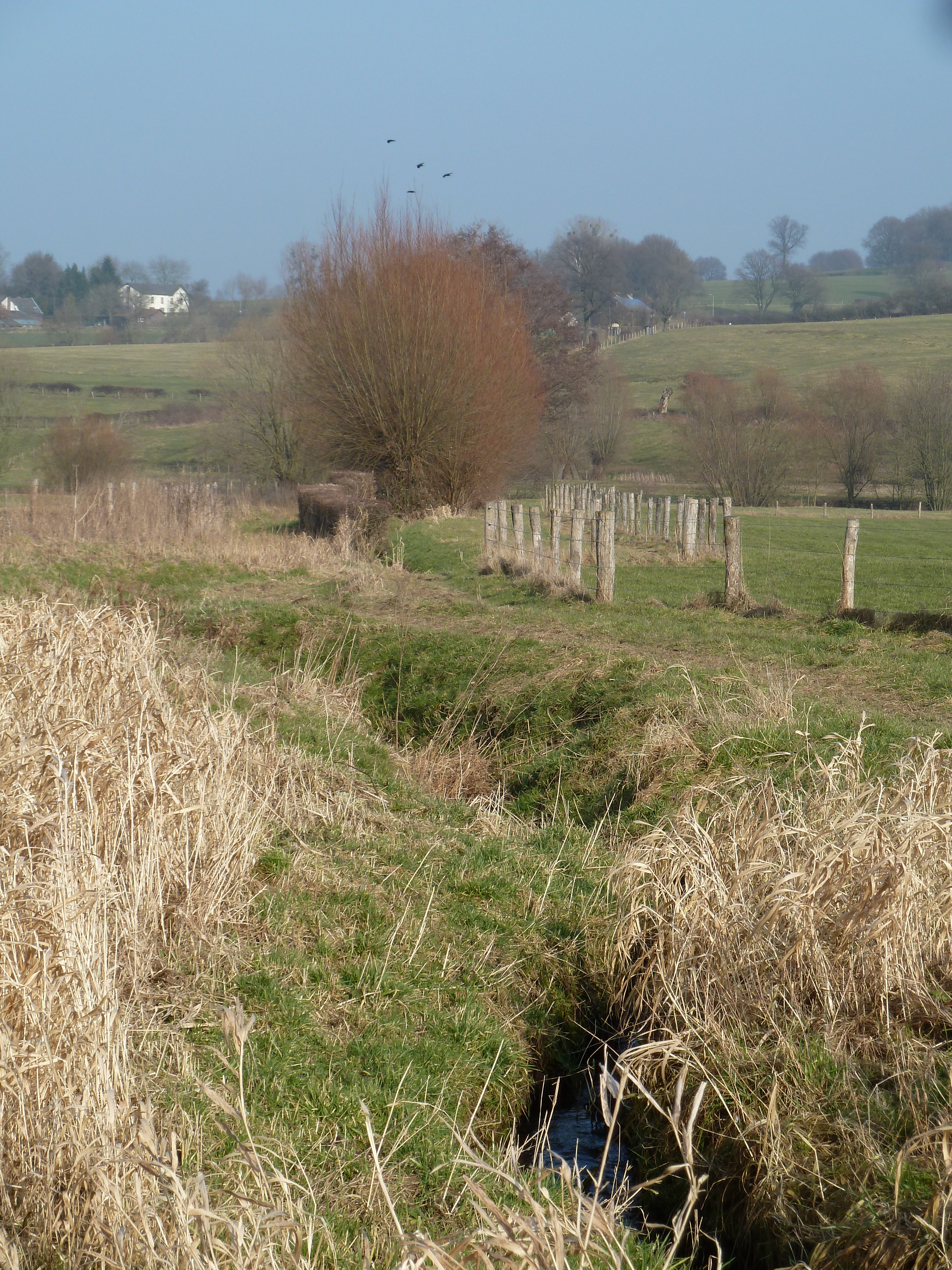
De beek na de kruising van de weg Epen-Mechelen